# FC Astgh Vanadzor
Football Club Astgh Vanadzor (arménsky: Ֆուտբոլային Ակումբ Աստղ Վանաձոր) byl arménský fotbalový klub sídlící ve městě Vanadzor. V roce 1996 klub odstoupil ze druhé ligy.

## Historické názvy
- FC Vanadzor (Football Club Vanadzor)
- 1993 – FC Avtogen Vanadzor (Football Club Avtogen Vanadzor)
- 1994 – FC Vanadzor (Football Club Vanadzor)
- 1995 – FC Astgh Vanadzor (Football Club Astgh Vanadzor)

## Umístění v jednotlivých sezonách
Zdroj:
Legenda: Z - zápasy, V - výhry, R - remízy, P - porážky, VG - vstřelené góly, OG - obdržené góly, +/- - rozdíl skóre, B - body, červené podbarvení - sestup, zelené podbarvení - postup, fialové podbarvení - reorganizace, změna skupiny či soutěže
| Arménie (1992 – 1996) |                       |        |    |    |   |    |    |    |     |    |        |
| Sezóny                | Liga                  | Úroveň | Z  | V  | R | P  | VG | OG | +/- | B  | Pozice |
| 1992                  | Aradżin chumb         | 2      | 26 | 11 | 3 | 12 | 35 | 28 | +7  | 25 | 14.    |
| 1993                  | Aradżin chumb – sk. B | 2      | 20 | 8  | 5 | 7  | 30 | 22 | +8  | 21 | 7.     |
| 1994                  | Aradżin chumb         | 2      | 18 | 4  | 2 | 12 | 21 | 46 | -25 | 10 | 8.     |
| 1995/96               | Aradżin chumb         | 2      | 22 | 11 | 5 | 6  | 38 | 27 | +11 | 38 | 4.     |